# بلازما متجمدة جديدة
البلازما المتجمدة الجديدة أو البلازما المجمدة الطازجة (بالإنجليزية: Fresh frozen plasma)‏ (ومختصرها FFP) هي الجزء السائل من الدم والذي يحفظ ويخزن بعد التبرع بالدم. هذه البلازما سوف تستخدم لاحقا وتنقل إلى شخص آخر.
يستخدم مصطلح البلازما المجمدة الطازجة في الولايات المتحدة إلى الجزء السائل من الدم والذي يتعرض للمعاملة بهاز طرد ثم يفصل ويجمد صلبا في درجة حرارة −18 س° (0 ف°) أو أبرد من ذلك خلال 8 ساعات من جمعه.
من أنواع البلازما الأخرى هي بلازما مجمدة خلال 24 ساعة (FP24) وهي تستخدم بنفس استخدامات البلازما المجمدة الطازجة لكنها تخلو من البروتينات الحساسة للحرارة مثل العامل الخامس.

## الاستخدامات
- تعويض النقص في عوامل تجلط الدم، مثل نقص العوامل الثاني والخامس والسابع والتاسع والعاشر والحادي عشر
- معالجة تأثيرات الوارفارين، حيث أن المرضى الذي يستخدمون مضاد تخثر مثل الوارفارين يشكون من نقص في عوامل التخثر المعتمدة على فيتامين ك مثل العوامل الثاني والسابع والتاسع والعاشر بالإضافة لبروتين سي وبروتين إس.
- نقل الدم الهائل، حيث يتم نقل أكثر من حجم واحد من الدم خلال عدة ساعات.
- نقص مضاد الثرومبين 3
- معالجة حالات نقص المناعة
- علاج الفرفرية قليلة الصفيحات الخثارية